# 明尼苏达式友善
明尼苏达式友善（英語：Minnesota nice），是指美国明尼苏达州人民热情友善的待人方式。
按照Annette Atkins的说法，明尼苏达式友善的特征包括了待人处事时的礼貌，对于冲突的厌恶，互相理解，律己和自嘲。